# Ma'ša Lubelsky
Ma'ša Lubelsky (hebrejsky: מאשה לובלסקי) je izraelská politička a bývalá poslankyně Knesetu za Izraelskou stranu práce.

## Biografie
Narodila se 25. prosince 1936 v Herzliji. Vystudovala střední školu. Pracovala ve školství. Hovoří hebrejsky, anglicky a jidiš.

## Politická dráha
Působila jako generální tajemnice organizace Na'amat. Zasedala v ústředním výboru odborové centrály Histadrut.
V izraelském parlamentu zasedla po volbách v roce 1992, v nichž kandidovala za Stranu práce. Byla členkou výboru pro imigraci a absorpci, výboru pro záležitosti vnitra a životního prostředí a výboru pro zahraniční záležitosti a obranu. Kromě toho působila v letech 1992–1996 jako náměstkyně ministra průmyslu a obchodu Izraele.